# التمرد الشيوعي في تايلاند
كان التمرّد الشيوعي في تايلاند حرب عصابات امتدّت من عام 1965 إلى عام 1983 حارب فيه بشكل أساسي الحزب الشيوعي التايلاندي والحكومة التايلاندية. ضعفت الحرب في عام 1980 بعد إعلان عفو عام، وفي 1983 ترك الحزب الشيوعي التايلاندي تمرّده.

## خلفية
حاول الشيوعي الصيني هان مينغوانغ عام 1927 إنشاء منظمة شيوعية في بنكوك قبل أن يُعتَقَل. زار هو تشي منه شمال تايلاند في السنة التالية، محاولا تنظيم السوفييت في مجتمعات فيتنامية محلية. بعد الثورة السيامية عام 1932، اتهم الوزير الأول فرايا مانوباكورن خصمه السياسي بريدي بانوميونغ بالشيوعية، وبعد ذلك سُنّ قانون يجرّم الشيوعية.
تحالف الشيوعيون في الحرب العالمية الثانية مع حركة تايلاند الحرة. عام 1946، تولّى بريدي بانوميونغ المنصب، وألغى القانون الذي يجرّم الشيوعية الصادر عام 1933، وأسس علاقات دبلوماسية مع الاتحاد السوفييتي. عام 1960، أسس شمال فيتنام معسكرا تدريبيا للمتطوعين التايلانديين واللاوسيين في محافظة هو بنه في فيتنام. انتسب 400 فرد إلى المعسكر في أول سنة من عمله.
عام 1949، أخفقت محاولة بريدي بانوميونغ في إعادة السيطرة بعد انقلاب عام 1947. أقنع إخماد «التمرد القصري» قيادة الحزب الشيوعي التايلاندي أن عليها أن تحضّر تحضيرات أفضل من أجل إنجاز تمرد مستقبلي آخر.
عقب إخفاق تمرد السلام عام 1952 سنّ قانون تجريم الشيوعية في 13 نوفمبر عام 1952. سُنّ القانون بسبب مشاركة عدد قليل من أعضاء الحزب الشيوعي من أنفسهم في التمرد.
في خلال الحرب الكورية، استمر الحزب الشيوعي التايلاندي في ادّخار السلاح في المناطق الريفية وإنجاز تحضيرات عامة لصراع مسلح. في نفس الوقت شكّل الحزب التايلاندي الشيوعي تنسيقية السلام التايلاندية، وهي حركة سلاميّة تعمل في المناطق الحضريّة. شاركت تنسيقية السلام في توسيع الحزب الشيوعي التايلاندي وصعود العاطفة المناهضة لأمريكا في البلد.
تحالف الحزب الشيوعي التايلاندي مع الماوية أيديولوجيًا، وبعد الانقسام الصيني السوفييتي، وقف الحزب مع الحزب الشيوعي الصيني. في أكتوبر 1964 صرّحت المنظمة بموقفها في رسالة تهنيئية بمناسبة العيد الخامس عشر لتأسيس حزب الشعب الجمهوري الصيني، وفي الشهر التالي أنشأت مجموعة من شيوعيي تايلاند حركة الاستقلال التايلاندي في بكين في الصين.
في 8 ديسمبر عام 1964 أصدرت حركة الاستقلال التايلاندية بيانًا تطالب فيه بإزالة الوجود العسكري الأمريكي في تايلاند وتنادي بتغيير النظام. ثم بُثّ هذا البيان أيضًا في إذاعة راديو بكين. أسس الضابط التايلاندي السابق فايون تشولانونت الجبهة الوطنية التايلاندية، وهي منظمة شيوعية أخرى، في 1 يناير عام 1965.شكّل الحزبان معا الجبهة الوطنية التايلاندية المتحدة في 15 ديسمبر عام 1966. كان رجال القبائل الجبلية والأقليات الصينية والفيتنامية العمود الفقري لهذه الحركة.

## النزاع
في أوائل خمسينيات الفرن العشرين، سافرت مجموعة من 50 شيوعيا تايلانديا إلى بكين، حيث تلقّوا دروسا في الأيديولوجيا والبروباغندا. عام 1961، تسلّلت مجموعات صغيرة من حركة باثيت لاو إلى شمال تايلاند. كانت خلايا الحزب الشيوعي المحلية منظمة وأُرسل متطوعوها إلى مخيمات التدريب الصينية واللاوسية والفيتنامية الشمالية، إذ تركّز تدريبهم على النزاع المسلح والتكتيكات الإرهابية لمحاربة الرأسمالية في المنطقة. بين عامي 1962 و1965، أتمّ 350 تايلانديًا دورة تدريبية من ثمانية شهور في شمال فيتنام. لم يكن مع العصابات في أول الأمر إلا عدد من البندقيات ذوات الزند والصوّانة، وأسلحة فرنسية وصينية ويابانية. في النصف الأول من عام 1965، هرّب المتمرّدون نحو ثلاثة آلاف سلاح أمريكي الصنع وتسعين ألف طلقة من الذخيرة من لاوس. بيعَت الشحنة التي كانت بالأصل مُرسَلة إلى قوات لاو الملكية المسلحة التي تدعمها أمريكا، إلى المهرّبين الذين باعوا الأسلحة إلى الحزب الشيوعي التايلاندي.
بين عامي 1961 و1965، أنجز المتمرّدون 17 اغتيالا سياسيا. وتجنّبوا حرب العصابات واسعة النطاق حتى صيف عام 1965، عندما بدأ المقاتلون يهاجمون قوات الأم التايلاندية. سُجّل في تلك الفترة 13 اشتباكًا. وَسَم النصف الثاني من عام 1965 خمسة وعشرون حادث عنف أخرى، وبعد نوفمبر 1965، بدأ متمردو الحزب الشيوعي التايلاندي يقومون بعمليات مدروسة أكثر، منها كمين لدورية شرطة تايلاندية خارج موكداهان، التي كانت في ذلك الوقت جزءا من محافظة ناخون فانوم.
انتشر التمرد ووصل إلى أجزاء أخرى من تايلاند عام 1966، ولو أن 90 بالمئة من الحوادث المتعلقة به كانت تحدث في شمال شرق البلد. في 14 من يناير عام 1966، نادى ناطق باسم الجبهة الوطنية التايلاندية ببدء «حرب شعبية» في تايلاند. ومنذ هذه العبارة تزايد العنف في النزاع، وفي أوائل إبريل من عام 1966، قتل المتمردون 16 جندي تايلاندي وجرحوا 13 آخرين في الاشتباكات في محافظة تشيانغ ري. قتل المتمردون في هجماتهم 45 عاملًا بالأمن و65 مدنيًا في خلال النصف الأول من عام 1966.
وبرغم هجوم المتمردين على 24470 عاملًا في القوات الجوية الأمريكية في قواعدها في تايلاند، فإن المشاركة الأمريكية في النزاع بقيت محدودة.
بعد هزيمة الجيش الوطني الثوري في الحرب الأهلية الصينية، عبرت الكتيبة 49 منه إلى تايلاند من محافظة يونان المجاورة. اندمجت هذه القوات الصينية بسرعة في المجتمع التايلاندي، وشاركت في تجارة الأفيون المربحة تحت رعاية المسؤولين الفاسدين. كانت تجارة المخدرات مصدرًا مهمًا لدخل السكان المحليين، وفي نفس الوقت كانت بعض القوات الوطنية تتعاون مع الحكومة في عملياتها المناهضة للتمرد. في يوليو عام 1967، اندلعت حرب الأفيون عندما رفض زرّاع الأفيون دفع الضرائب للكومينتانغ. شاركت القوات الحكومية في الحرب، ودمّرت عددا من القرى، وأعادت توطين شيوعيين مشتبهين. قدّم السكّان المنقولون للحزب الشيوعي التايلاندي مجنّدين جددًا.
في فبراير وأغسطس من عام 1967، شنّت الحكومة التايلاندية عددا من المداهمات المكافحة للتمرد في بانكون وثونبوري، واعتقلت 30 عضوا من أعضاء الحزب الشيوعي التايلاندي منهم الأمين العام ثونغ تشيمسري. أجرت الحكومة اعتقالات أخرى في أكتوبر ونوفمبر من عام 1968.
نشرت الحكومة التايلاندية أكثر من 12 ألف جندي في المحافظات الشمالية في يناير عام 1972، وشنّت عملية خلال ستة أسابيع قتلت فيها أكثر من 200 مقاتل متمرد. أما خسائر الحكومة في هذه العملية فبلغت 30 جنديًا قتيلًا و100 جريح.
في أواخر عام 1972، نفذت القوة الملكية التايلاندية والشرطة وقوات الدفاع التطوعية مجزرة الطبل الأحمر التي قتلت فيها 200 مدني (وبعض الروايات غير الرسمية تتحدث عن 3000 مدني) متّهم بدعم الشيوعيين في تامبون لام ساي، محافظة فاتالونغ، في شمال تايلاند. يُرَجّح أن قيادة عمليات قمع الشيوعية هي التي أمرت بهذه المذبحة.
وليس هذا إلا مثالًا على «نمط من القمع الواسع النطاق للقوة باستخدام الجيش والجهات التنفيذية» في فترة العمليات الوحشية ضد الشيوعية في فترة 1971–1973، التي قتل فيها نحو 3008 مدنيين في البلد (أما التقديرات غير الرسمية فتتراوح بين 1000 و3000 في محافظة فاتالونغ وحدها). كان المقتولون متهمين بالتعامل مع الحزب الشيوعي التايلاندي. حتى هذا الحين، كان الجنود يقتلون المشتبه في شيوعيتهم بطلقة على جانب الطريق. ثم استعملت حيلة «طبل الزيت الأحمر» لإنهاء وجود أي دليل على المقتلة. كان المشتبه بهم يُضربون حتى يصلوا إلى مرحلة بين الوعي واللاوعي، ثم يُلقَون في طبول مملوءة بالغازولين ويحرقون أحياءً. كانت الطبول ذات حجم 200 لتر لها حاجز حديدي تكون النار من تحته والمشتبه من فوقه.
في 6 أكتوبر عام 1976، في ظل تصاعد المخاوف من تمرد شيوعي يشبه الذي حدث في فيتنام، هاجمت الشرطة المكافحة للشيوعية والقوات المساندة مظاهرة طلابية يسارية في جامعة ثاماسات في بنكون، وهو حادث عُرف بعد ذلك بمذبحة جامعة ثاماسات. وفقا للتقديرات الرسمية، فقد قُتل 46 طالبا وجُرح 167.
منذ عام 1979، وفي ظل تصاعد المخاوف من صعود الوطنية التايلاندية وتدهور العلاقات الصينية الفيتنامية، وقع الحزب الشيوعي التايلاندي في اضطراب كبير. انفصل الجناح الوطني الفيتنامي وأسس فصيلا سُمّي باك ماي.
قادت الجهود لإنهاء التمرد إلى عفو عام أعلن في أبريل 1980 إذ أمضى الوزير الأول برم تينسولانوندا المرسون 66/2523. شارك المرسوم في انحسار التمرد، إذ ضمن العفو للمنشقّين وعزز المشاركة السياسية والعمليات الديمقراطية. انتهى التمرد عام 1983.